# Леандър Леге
Леандър Франсоа Рьоне Льо Ге (на френски: Léandre François René le Gay) е френски дипломат, вицеконсул в София по време на Априлското въстание (1876 г.) и Руско-турската война (1877 – 1878).
След войната е консул в Бургас. В България е известен с побългарената фамилия Леге.

## Биография
Леандър Льо Ге е роден на 11 септември 1833 г. в Кюие, област Майен, Франция в семейството на провинциален нотариус. Завършва право и стажува в Рен. Проявява надареност и изучава чужди езици. Научава английски, италиански, испански, турски, персийски и други.
Започва дипломатическата си кариера в Александрия, след което работи във френските мисии в Тунис и Джеда. Голям познавач на народите на Османската империя. През месец октомври 1874 година получава назначение във вицеконсулството в София, подчинено на посолството на Франция при Високата порта.
По време на Априлското въстание (1876) подкрепя българската национална кауза. Призовава турските власти да сложат край на репресиите. По този начин успява да спести много страдания на народа, когото обиква и защитава.
В първите месеци на Руско-турската война София е превърната в главен снабдителен пункт на турската армия. Там са складирани значителни количества боеприпаси. След разгрома на Орханийската турска армия и приближаването на Руската армия през декември 1877 г. е планирано градът да бъде изгорен. Чуждестранните дипломати са предупредени да се евакуират. Вместо това френският вицеконсул Льо Ге и италианският Вито Позитано организират съпротивата на града и водят успешни преговори с командващия турските сили Осман Нури паша да запази града от разрушение. Йозеф Валдхард, вицеконсул на Австро-Унгария, се присъединява към акцията.
След периода си в София за кратко е в Босна, а от 1878 до 1882 г. е консул в Бургас.
Общинският съвет на София с протокол от 26 май 1878 г. обявява Леандър Льо Ге за почетен гражданин на София и наименува една от най-големите тогава търговски улици на негово име. И до днес тази улица в центъра на столицата носи неговото побългарено име „Леге“. С това име той е станал герой в романа на Стефан Дичев „Пътят към София“ и във филма, заснет по него.
Леандър Льо Ге умира на 13 февруари 1887 година в Яфа, днешен Израел.